# Arronches Junqueiro
António Casimiro Arronches Junqueiro (Setúbal, 13 de janeiro de 1868 - 28 de setembro de 1940) foi um jornalista, poeta, autor teatral, arqueólogo e zoólogo.

## O naturalista
Desde jovem que Arronches Junqueiro se dedicou ao estudo da fauna e flora da região em que vivia.
Fruto desse trabalho científico constitui, na sua residência da Quinta da Lage, nos arredores de Setúbal, um verdadeiro museu, integrando, designadamente, um herbário, uma coleção geológica e uma coleção zoológica.
Em 1921, doou as suas coleções de história natural e arqueológica ao Liceu Bocage

## O arqueólogo
Arronches Junqueiro colaborou ativamente nas investigações arqueológicas na cidade de Setúbal e nos seus arredores.
A sua coleção arqueológica, que doou ao Município, foi integrada no Museu de Setúbal/Convento de Jesus quando da sua criação em 1961.

## O etnólogo
Na linha de homens como Leite de Vasconcelos, seu contemporâneo, Arronches Junqueiro estou os usos e costumes locais com especial incidência nas superstições, tendo publicado alguns artigos e uma obra sobre esta temática.

## O bibliotecário
Admitido na Biblioteca Municipal de Setúbal, em 1916, como bibliotecário efetivo, Arronches Junqueiro dirigiu-a até à aposentação por limite de idade, em 1928.
Em 1921 legou à biblioteca os manuscritos da sua obra literária e os seus livros de estudo.

## Opiniões
Fran Paxeco considerou Arronches Junqueiro «uma das mais maleáveis e vigorosas inteligências do nosso tempo» .

## Toponímia
O seu nome foi atribuído à antiga Rua de São Sebastião, em Setúbal.

## Obras
- Júlia: peça em 4 actos. Setúbal: 1894.
- Flores d'Alma. Setúbal, 1894.
- À sorte: comédia em 2 atos. Setúbal: 1895.
- Últimos dias de Pompeia: drama em 4 atos em verso. Setúbal: 1895.
- Urzes. Lisboa: M. Gomes Ed., 1896.
- O asceta: poesia. Setúbal: 1896.
- A barcarola: romance em 4 actos. Lisboa: Manoel Gomes, 1897.
- «Setúbal: Crenças, superstições e usos tradicionais: lobisomens e bruxas I», in A Tradição: Serpa, ano 2, n.º 2, Vol. 2 (Fev. 1900), p. 21-22.
- «Setúbal: crenças, superstições e usos tradicionais II: sonhos e agouros», in A Tradição: Serpa, ano 2, n.º 4, vol. 2 (Abr. 1900), p. 54-56.
- «Setúbal: crenças, superstições e usos tradicionais III: amuletos», in A Tradição: Serpa, ano 2, n.º 8, vol. 2 (Ago. 1900), p. 124-125.
- «Questionário sobre as crenças relativas aos animais: respostas II», in A Tradição: Serpa, ano 2, n.º 11, vol. 2 (Nov. 1900), p. 175.
- Superstições e usos tradicionais em Setubal. Setúbal: Tipografia Mascarenhas, 1906.
- Teatro infantil. Setúbal: 1907.
- Ligeira nuvem: episódio infantil em verso. Setúbal: Tipografia Mascarenhas, 1908.
- Laura: poema em cinco cantos. Setúbal: 1914.
- Tumulares: sonetos. Setúbal: [1914].
- Abelha e malmequer: diálogo infantil em verso. Setúbal: Typ. Mascarenhas, 1916. 8 p.
- Paz!. Setúbal: 1918.
- Autos do Natal: estudos setubalenses. Setúbal: 1920.
- Pedaços d'alma. Setúbal: 1920.
- Poesias, sonetos, a-propósitos. [1920?].
- Campos da minha terra: poemeto. Setúbal: 1920. [8]
- Do estaleiro. [Setúbal, 1930].
- Setúbal no meado século XIX: através das minhas recordações. Setúbal: 1936[9].

## Algumas notas arqueológicas publicadas noO Arqueólogo Português
- «Antiguidades dos arredores de Setúbal: povoação romana de Alferrar», in O Archeologo Português, Lisboa: Museu Ethnographico Português, S. 1, vol. 7, n.º 6 (Junho de 1902), p. 146.
- «Estudos sobre Tróia, de Setúbal», in O Archeologo Português, Lisboa: Museu Ethnographico Português, S. 1, vol. 7, n.º 7 (Julho de 1902), p. 176-179.
- «Estudos sobre Tróia de Setúbal», in O Archeologo Português, Lisboa: Museu Ethnographico Português, S. 1, vol. 5, n.º 1 (1899-1900), p. 7-9.